# جورج كلارك ميلر
جورج كلارك ميلر هو سياسي كندي، ولد في 9 يناير 1882، وتوفي في 17 مارس 1968. انتخب عمدة فانكوفر (1937 – 1938).